# Тамбовка (Башкортостан)
Тамбо́вка (баш. Тамбовка) — деревня в Давлекановском районе Республики Башкортостан Российской Федерации. Входит в состав Поляковского сельсовета. 

## География

### Географическое положение
Расстояние до:
- районного центра (Давлеканово): 26 км,
- центра сельсовета (Поляковка): 7 км,
- ближайшей ж/д станции (Давлеканово): 26 км.

## Население
| 2002 | 2009 | 2010 |
| ---- | ---- | ---- |
| 6    | ↘4   | ↗17  |

### Национальный состав
Согласно переписи 2002 года, преобладающие национальности — башкиры (50 %), русские (33 %).